# 加来至誠
加来 至誠（かく しせい、1949年7月21日 - ）は日本の外交官。駐エルサルバドル特命全権大使や駐ホンジュラス特命全権大使を歴任。

## 人物
佐賀県出身。1973年に東京大学教養学部を卒業、外務省入省。
英語研修（米国フレッチャースクール）、在インドネシア大使館三等書記官、中南米局中南米第二課首席事務官、大臣官房領事移住部領事第二課首席事務官、在カナダ大使館一等書記官、情報調査局情報課長補佐、大臣官房総務課首席事務官、在ケニア大使館参事官などを経て、大阪府国際交流監、外務省研修所副所長、駐フィンランド公使、駐ニュージーランド公使、2004年11月メルボルン総領事、2007年10月から駐エルサルバドル特命全権大使、2011年3月駐ホンジュラス特命全権大使を歴任。
フレッチャースクールでは、同時期に留学していた原田義昭と交友を結ぶ。
1997年に京都議定書をとりまとめた際に会議の事務総長を務めた。
2004年11月にメルボルン総領事に就任。オーストラリア人ジャーナリスト・ベン・ヒルズによる『プリンセス・マサコ』が出版されたときは、マイケル・ダンフィー日濠友好協会会長に対し同書には事実誤認があることなどを個人的に伝えた。ベン・ヒルズはアデレードでの講演会に対し、日濠友好協会を介して総領事館から中止圧力があったと主張した。
2024年、瑞宝中綬章受章。

## 同期入省
- 河野雅治（2011年駐伊大使・09年駐露大使・07年外務審議官・05年総合外交政策局長）
- 塩尻孝二郎（2011年EU大使・08年駐インドネシア大使・05年外務省大臣官房長）
- 天野万利（2007年OECD事務次長）
- 塩崎修（2008年駐ホンジュラス大使）
- 坂場三男（2008年駐ベトナム大使・06年外務報道官・中南米局長）
- 伊藤哲雄（2009年駐ハンガリー大使・05年駐カザフスタン大使）
- 野川保晶（2012年駐ニュージーランド大使、07年駐ミャンマー大使）
- 杉本信行（2001年上海総領事）
- 中村滋（2011年駐マレーシア大使・06年駐サウジアラビア大使・04国際情報統括官）
- 岩谷滋雄（2010年駐オーストリア大使・07年駐ケニア大使）
- 鹿取克章（2011年駐インドネシア大使・2006年駐イスラエル大使）
- 塩口哲朗（2011年駐ベネズエラ大使・2008年駐ヨルダン大使・2006年国際協力銀行理事・2004年駐コートジボワール大使）
- 水野達夫（2007年駐ネパール大使）
- 堀江正彦（2007年駐マレーシア大使・04年駐カタール大使）
- 神谷武（2011年駐パラグアイ大使・08年駐アルジェリア大使）
- 岡田眞樹（2011年駐タンザニア大使・09年農畜産業振興機構理事）
- 黒田義久（2010年駐ウズベキスタン大使）
- 鈴木一泉（2010年駐コロンビア大使）
- 並木芳治（2010年駐コスタリカ大使）
- 小林正雄（2011年駐ガボン大使・10年官房調査官）
- 佐藤博史（2012年駐キューバ大使）
- 川原英一（2013年駐グアテマラ大使）
- 吉田潤（2013年駐モーリタニア大使）